# 石川県青年会館
石川県青年会館（いしかわけんせいねんかいかん）は、かつて1978年（昭和53年）10月22日に石川県金沢市常磐町に開業した複合施設。一般向けの宿泊、食事、結婚披露宴、各種会議、研修などに供されていたが、おもに建設運動に携わった石川県内の青年団が自らの「城」と位置づけ、活動拠点として使用していた。運営は財団法人石川県青年会館が行っていた。
2001年（平成13年）8月31日をもって営業を停止し、現在施設は県営の石川県青少年総合研修センターとして使用されている。

## 沿革
- 1975年（昭和50年）　石川県青年会館設立委員会が発会
- 1976年（昭和51年）　財団法人石川県青年会館設立認可
- 1978年（昭和53年）　開館
- 1988年（昭和63年）　直営レストラン開業
- 1995年（平成7年）　 別館竣工、旅館業（ホテル営業）認可
- 2001年（平成13年）　営業停止

## 建設までの道のり
石川県における青年団運動の拠点として青年会館建設の構想が持ち上がったのは、終戦間もない1948年（昭和23年）のことである。前年に地域青年団の連合体として結成された石川県連合青年団（現・石川県青年団協議会。以下、「県団」）の大会において青年会館建設に関する動議が出され、建設運動を推進する旨の議決を得た。ただし当初は建設費用等の捻出の問題もあったため、方針としては既存の施設を県から払い下げてもらい拠点として活用する、といったものだった。
1953年（昭和28年）には具体的な運動として、会館建設費として一単位団（県団に加盟している郡市連合青年団を構成する地域青年団）あたり1,500円の積立金を拠出する旨決議され、翌1954年（昭和29年）には総工費1,000万円を五年計画でかき集め、金沢市内に建設する――といった具体案も提示された。しかし拠出金は思うように集まらず、建設運動が全県に浸透しきれないまま、昭和33年に建設運動は中止を余儀なくされる。これは「青年団は本来の姿に立ち返り、学習活動や社会活動を通じて組織強化を目指すべき」との意見が県内青年団の大勢を占めたからであった。
それでも四年後の1962年（昭和37年）には「夢をもう一度」とばかりに県団内に青年会館建設特別委員会が設置され建設運動は一応継続されるが、運動自体はその後も大きな進展の無いまま推移した。
この建設運動は金沢市青年団協議会の取り組みをきっかけに大きな転機を迎えることとなる。
金沢市青年団協議会では独自の活動拠点を建設しようという機運が高まり、1973年（昭和48年）から翌1974年（昭和49年）にかけてチャリティーコンサートなどのイベントを次々と企画し、200万円近い収益金を得る。この動きに県団の建設運動が事実上乗っかる形となって全県的な運動へと発展していった。県団は1975年（昭和50年）に組織力を総動員し県内全域でつつじの苗木を売る「緑で郷土をつつもう」キャンペーンを企画し、また加盟郡市青年団でも県団執行部の働きかけに応じ独自に農産物、灰皿や花瓶などの日用品、果ては女性の生理用品などの物品販売を実施、収益の一部をまわす形で建設資金は着実に集まっていった。
青年団が自ら調達した自己資金はＯＢらの寄付金も含め最終的に7,250万円に達した。
金沢市青年団協議会が建設運動に躍起になった背景として、気兼ねなく使える「たまり場」が欲しいという切実な思いがあった。サラリーマンが大半である青年団員が集会を持つのはどうしても仕事を終えた夜となる。しかし個々の団員の残業等で集まりは悪く、全員揃った頃は施設の閉館時間が来てしまったという事も日常茶飯事だった。また、研修などの会場探しにも東奔西走しなければならなかった。青年団の研修は宿泊を伴うものが少なくないが、宿泊可能な公共施設は制約が多く、またホテルなどを利用するには金銭的負担が大きかったためである。
建設資金はこれら自己資金のほか、石川県や県内市町村からの補助金、そして財団法人日本船舶振興会からの助成金でまかなわれた。これらへの陳情ももちろん現役の青年団員の手によって行われたが、地元青年の主体的な運動に共感した森喜朗代議士が積極的に県当局や日本船舶振興会への橋渡し役を買って出たといわれている。
1975年（昭和50年）には青年会館建設特別委員会を発展させた設立委員会が発会し、そしてそれを母体として昭和51年に青年会館の建設と運営を目的とした財団法人石川県青年会館が設立。青年団の自己資金のうち3,000万円が財団の基本財産として充当され、初代理事長の北元喜雄はじめ、役員全員が青年団ＯＢもしくは現役青年団員から選出された。
開館後は館内に石川県青年団協議会の事務局と金沢市青年団協議会の事務局が入居し、青年会館を青年団活動の拠点として活用した。市青年団の事務局が青年会館に入居している例は全国的に見ても稀であるが、建設運動における金沢市青年団協議会の果たした役割を考慮すれば当然であろう。

## 施設の概要
卯辰山を背後に、浅野川を眼前にひかえたロケーションに建つ本館建物は鉄筋コンクリート造四階建て、延べ面積は3,380平方メートルで、300名収容可能の国際交流室、会議室、資料室、武道場兼トレーニングルーム、食堂（開館当初は外部に業務を委託。のち直営）、浴室を完備。昭和55年には二期工事が完成し、宿泊施設が整備された。延べ面積も4,285平方メートルとなり、当時の地方青年会館の中ではトップレベルの施設となった。さらに、平成7年には鉄骨造三階建て、延べ面積1,340平方メートルの別館が完成し、施設の全容が整った。
国際交流室は日本海側では初めて同時通訳施設が整備され、本格的な国際会議にも対応可能だった。しかしあまりに先進的過ぎたためか当初は利用も少なく、オープン一年目で利用わずか一回という有様だった。
また、会議室を結婚式用の祭壇や写真室として使う事も出来た。館第一号の結婚式は中西陽一石川県知事（当時）の媒酌の元で行われた石川県青年団協議会会長と同事務局長の合同結婚式で、司会はもとよりウェイターやウェイトレス、巫女に至るまで、神主以外の全ての役割を青年団員が務めたといわれている。
この施設の最大の泣き所はアプローチの道路の不備だった。卯辰山の斜面に建つこの施設へ行くには、浅野川に架かる「常盤橋」のたもとから伸びる、細く曲がりくねった坂道を登るしか方法がなく、大型のバスに乗って来る利用者はバスを乗り換えるしかなかった。また、冬場はこの道が凍結し、車での行き来が困難になる事もしばしばあった。財団では幾度となく市当局に陳情し前面道路の整備を働きかけたが、それが叶うのは青年会館の営業停止の後の事であった。

## 公益事業
石川県青年会館では青少年育成事業や国際交流事業などの公益事業を積極的に展開した。
青少年育成事業では、開館翌年の昭和54年に夏休みの子どもたちを対象に「夏季林間学校」を開催。以降「フロンティアアドベンチュア」と改称され継続された。また、石川県少年団体リーダー国内研修や高校卒業予定者を対象とした「社会教育講座」などの事業を行った。
国際交流事業では、昭和60年に海外14ヶ国から130人の青年を招きシンポジウムを行った「石川国際青年の国」事業は、当時地方都市で開催される国際シンポジウムとしては最大のものであり、県内外から高い評価を受けた。この事業は後に「アジアフォーラムｉｎ石川」と改称され、石川県青年会館が解散した現在でも、石川県世界青年友の会を事務局とする実行委員会が事業を引き継ぎ開催している。他にも、日韓少年交流事業や、中国・ロシアの青少年受け入れなどの事業を行った。
また、以下の公益団体の事務局を受け入れていた。
- 石川県海外交流機構
- 石川県世界青年友の会
- 石川県青年団ＯＢ議員公職者の会
- 石川県青年団ＯＢ会
- 石川県少年団体協議会
- 金沢市海外派遣団員協議会

## 営業停止まで
バブル崩壊後も事業は順調に推移していたが、営業収益はすぐさま経営危機に陥る程ではないにしろ悪化していた。そこに法律改正で施設の耐震補強工事の必要性が発生し、加えて近年の金沢市内のホテル建設ラッシュで宿泊部門の見通しも暗いという事で、2000年（平成12年）に「青年会館の県有化」、すなわち施設の一切を石川県に売却してはどうかという話が財団理事会の俎上に挙がった。当初は施設の売却益に石川県などから追加の補助金を加え、それらでリスクの低い県債等を購入しその運用益で公益事業を引き続き行うという計画もあったが、低金利のため計画通りの運用益を得ようと思えば億単位の資本を補助金のみで充当しなければならない事が判明し、断念せざるを得なかった。
2001年（平成13年）に石川県青年会館は営業を停止し、県による耐震補強工事を経て、翌2002年（平成14年）に改修した施設で石川県青少年総合研修センターがオープンした。
財団法人としての石川県青年会館はその後も負債償還や従業員の退職金の支払い、建設時の補助金の返還などの残務を行い、2004年（平成16年）に解散した。
既存の施設を県から払い下げてもらう運動から始まった石川県青年会館は、施設を県に売却してその終焉を迎えた。

## 歴代の理事長
- 北元喜雄（昭和51年～昭和56年）

元北陸大学理事長、第4代石川県青年団協議会会長
- 平野外喜平（昭和56年～昭和59年）

郷土史家、第5代石川県青年団協議会会長
- 奥清一（昭和59年～平成4年）

元金沢市議、第17代石川県青年団協議会会長
- 杉本栄蔵（平成4年～平成16年）

元石川県議、元中能登町町長、第18代石川県青年団協議会会長